# کدیه الجیل
کدیه اج جیل (به عربی: کدیة الجل) یک کوه در موریتانی است که در استان تیرس زمور واقع شده‌است. کدیه اج جیل ۹۱۵ متر بالاتر از سطح دریا واقع شده‌است.